# Souostroví Chiloé

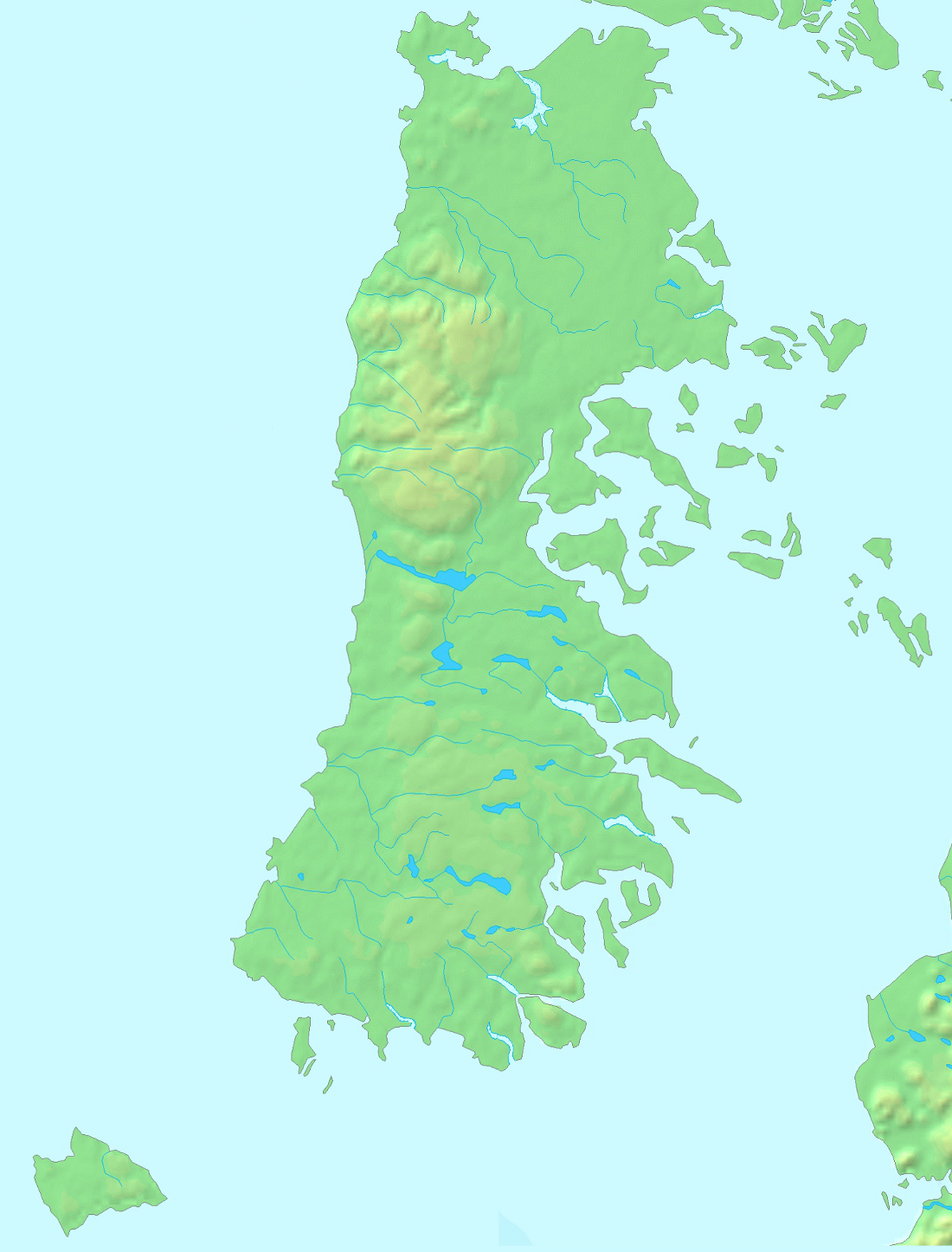
Mapa souostroví

Souostroví Chiloé se nachází v jižním Chile, mezi 41. a 43. rovnoběžkou jižní šířky. Sestává z hlavního, největšího ostrova Chiloé a řady menších ostrovů, mimo jiné Quinchao, Lemuy a Talcán. Souostroví je geomorfologickým pokračováním Pobřežního pohoří. Rozloha souostroví je 9181 km², populace čítá přibližně 170 tisíc osob. 
Z administrativně-správního hlediska spadá pod stejnojmennou provincii Chiloé, která je v podstatě totožná se souostrovím. Provincie je součástí regionu Los Lagos a sestává z 10 komun (obcí): Ancud, Castro, Chonchi, Curaco de Vélez, Dalcahue, Puqueldón, Queilén, Quellón, Quemchi a Quinchao. V rámci Chile má Chiloé svoji specifickou řeč, kuchyni, folklor, architekturu. Dřevěné kostely na Chiloé jsou od roku 2000 součástí světového kulturního dědictví UNESCO. 

## Přírodní podmínky
Průměrná roční teplota je 11 °C a srážkový úhrn 2000 mm na východě, na západě 3000 mm a v horské části až 4000 mm. Autochtonní vegetace souostroví je známá jako Valdivijský deštný prales, ve kterém žije řada druhů ptactva. Charakteristickými suchozemskými savci jsou pes Darwinův a pudu jižní. Vody kolem souostroví obývají mimo jiné lachtani, plískavice strakaté a plejtváci obrovští. 

## Galerie

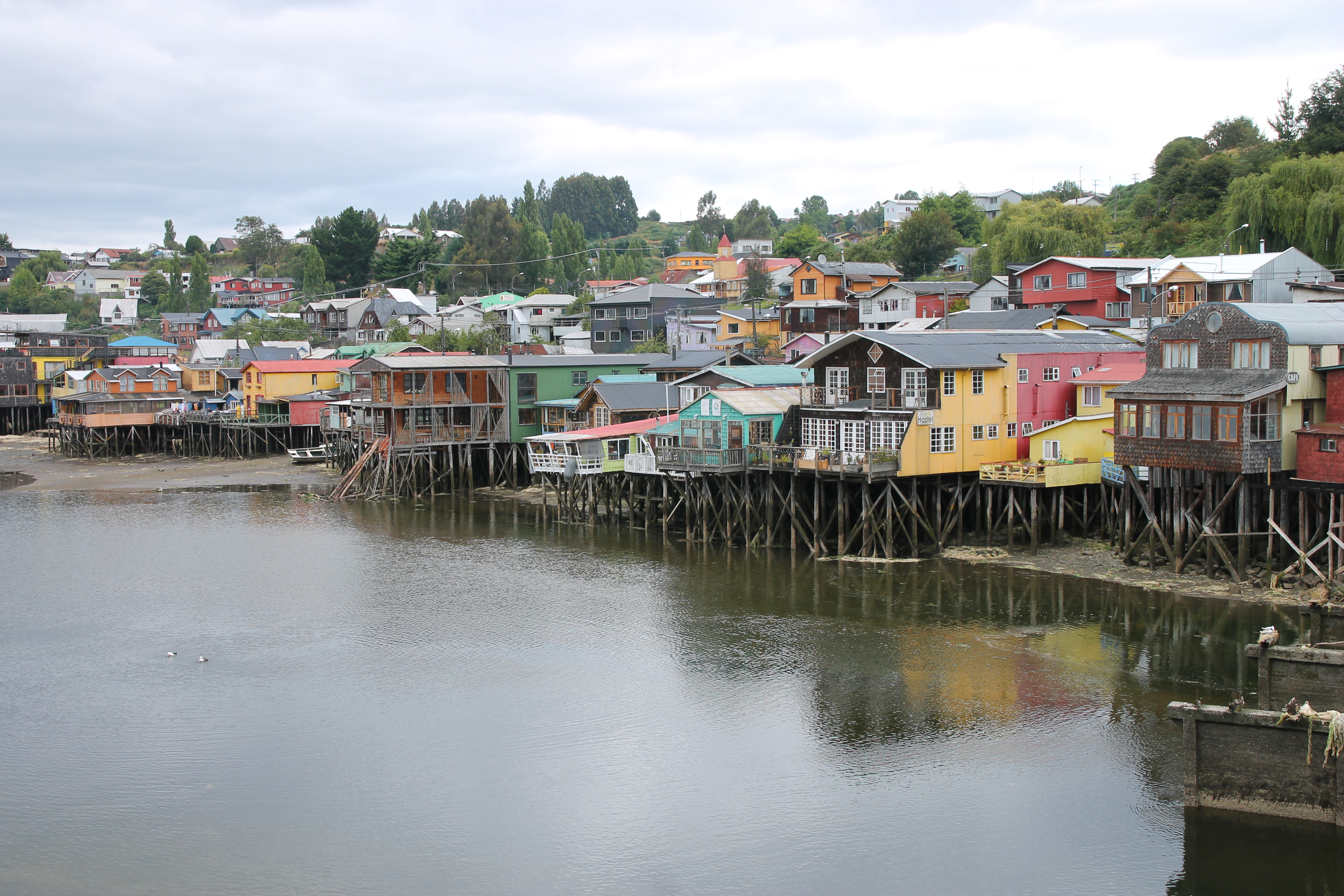
Domy na kůlech v Castru
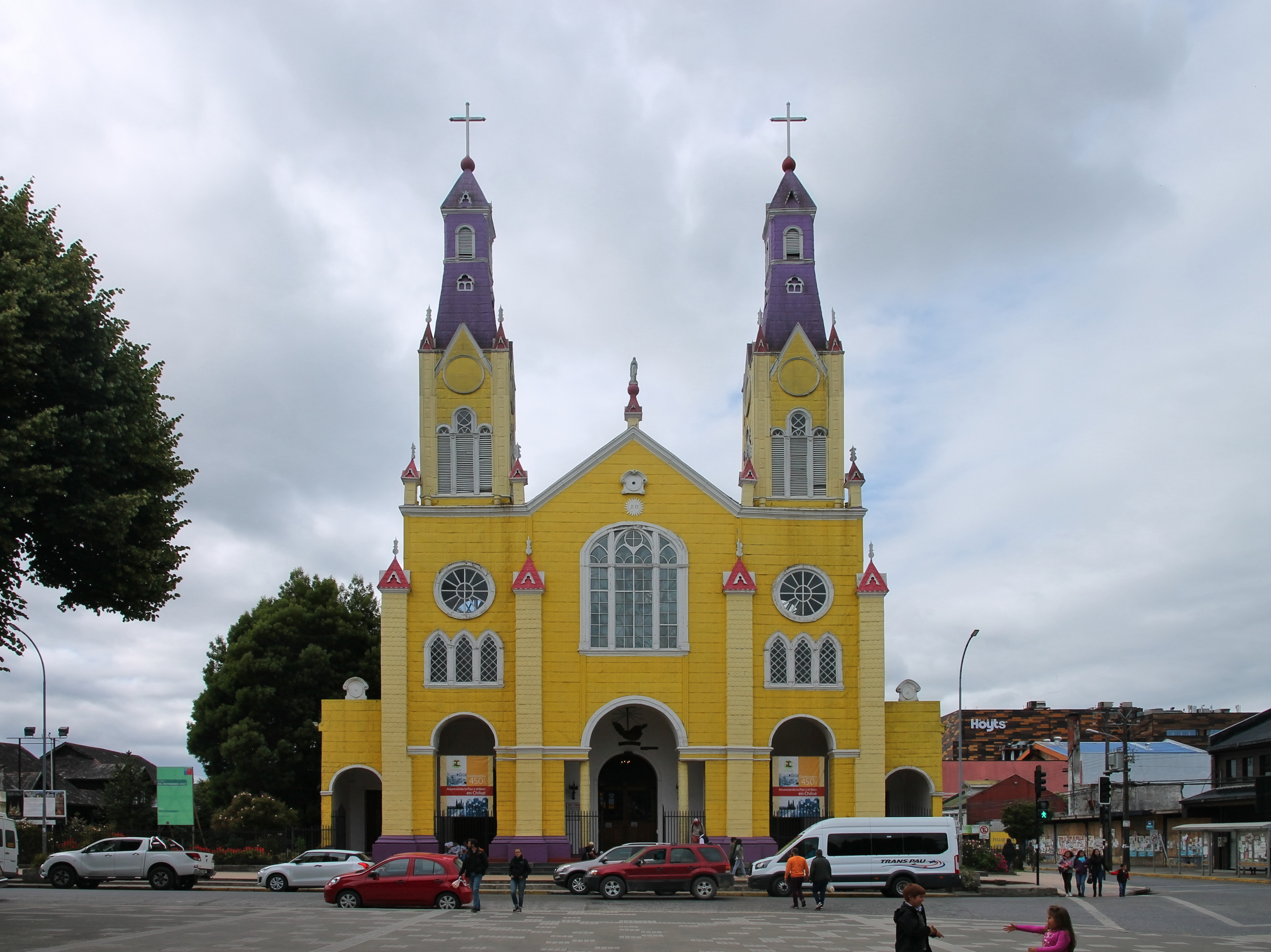
Kostel sv. Františka v Castru
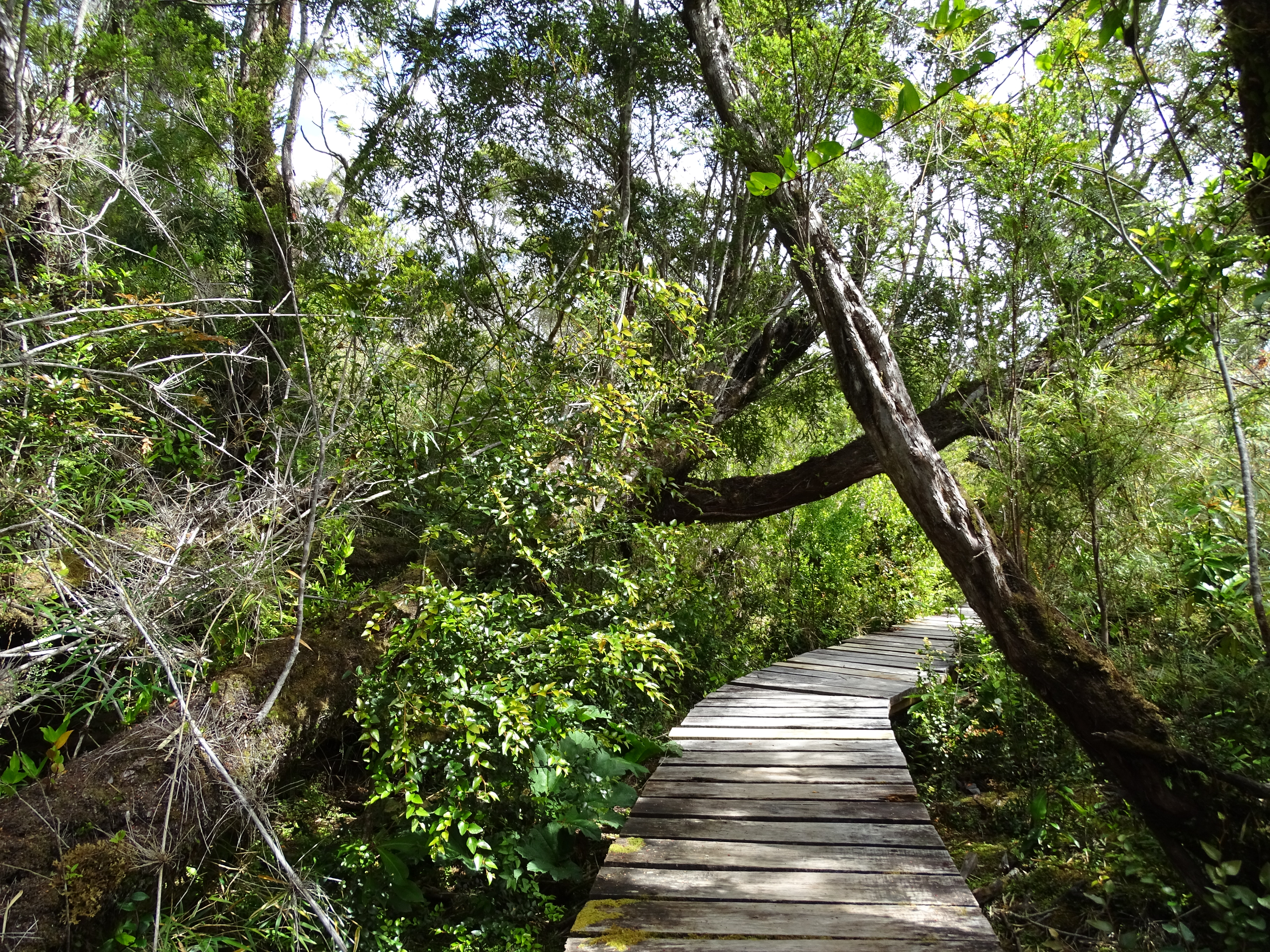
Národní park Chiloé
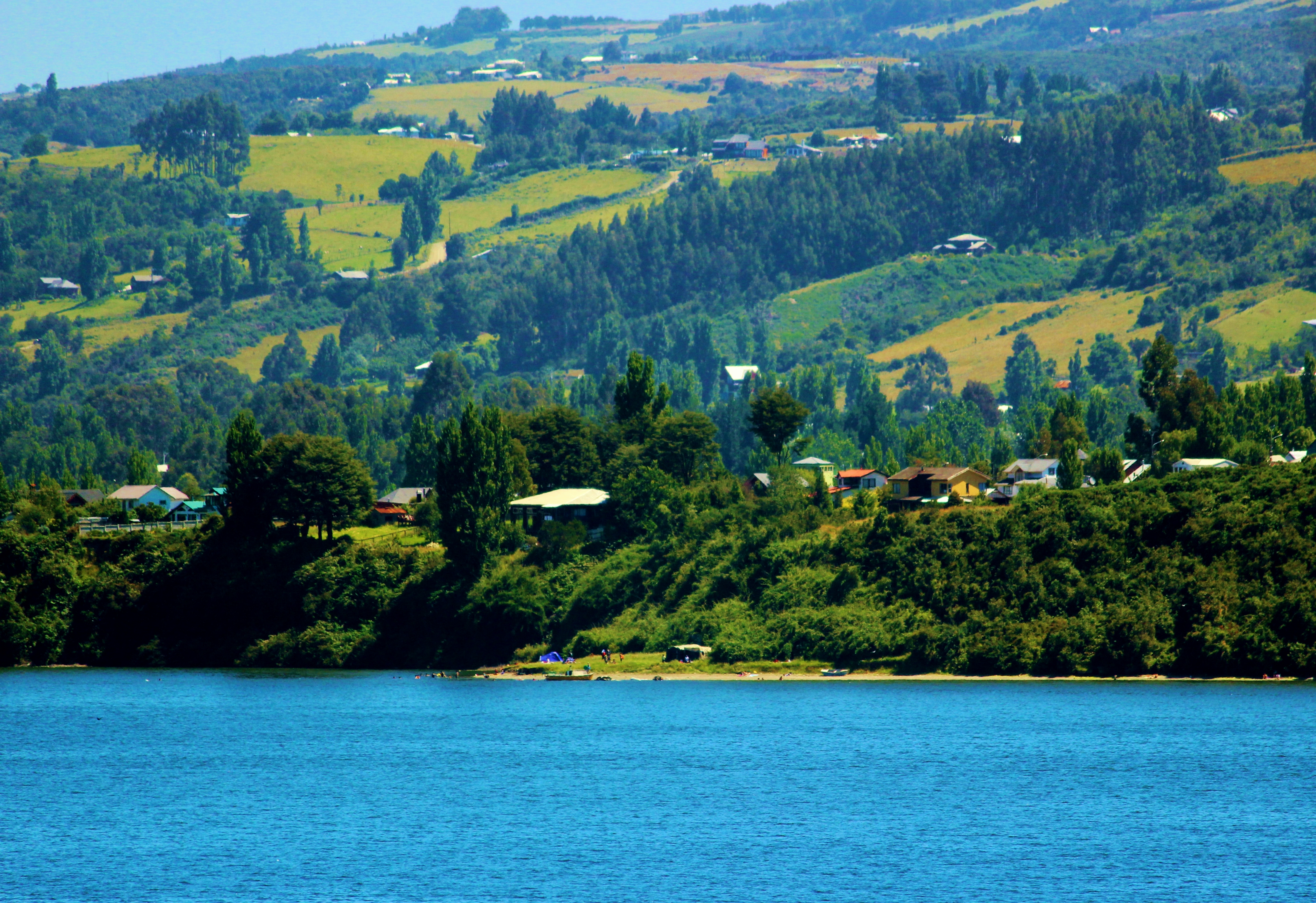
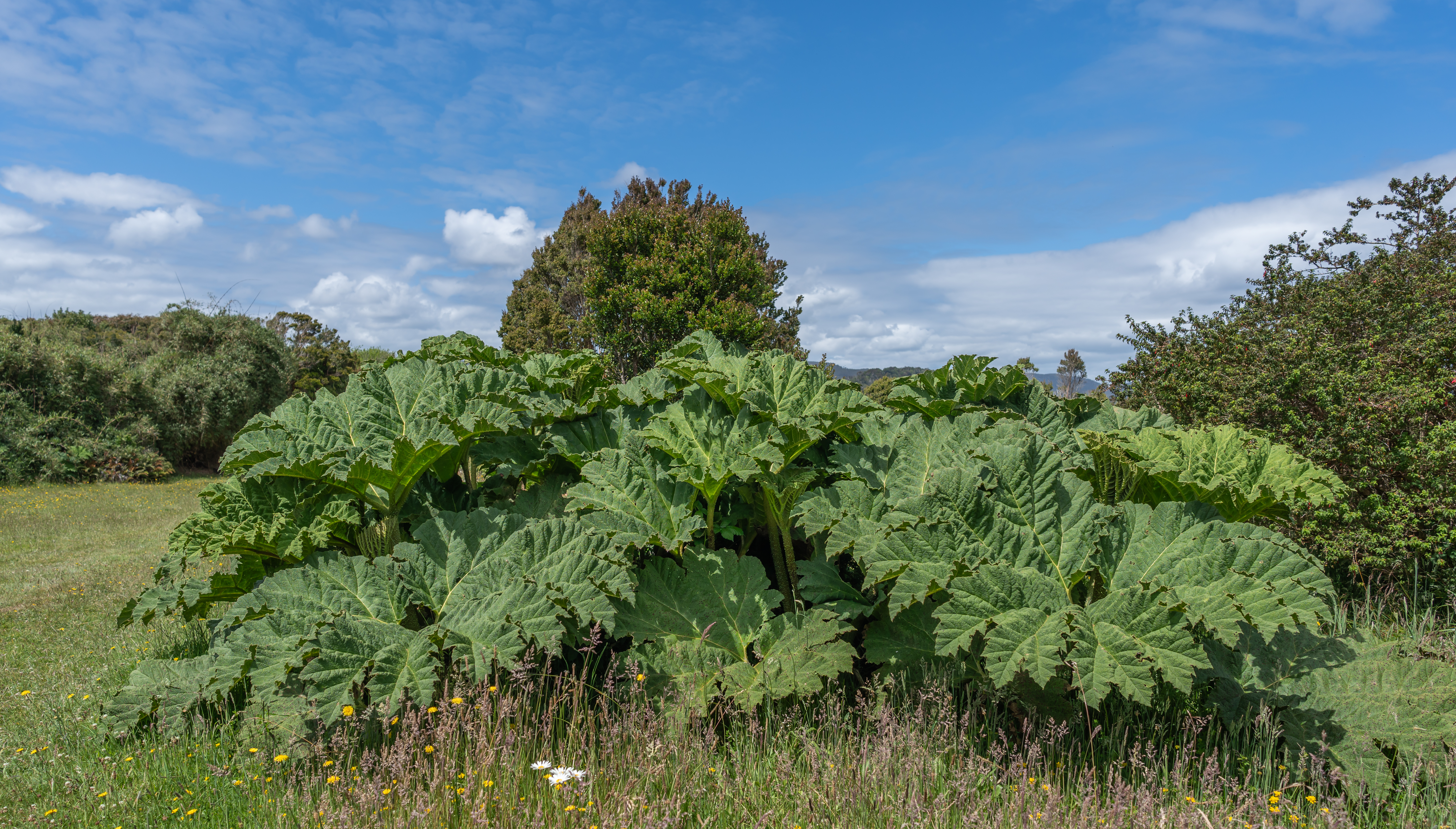
Obří listy baroty čilské (Gunnera tinctoria)
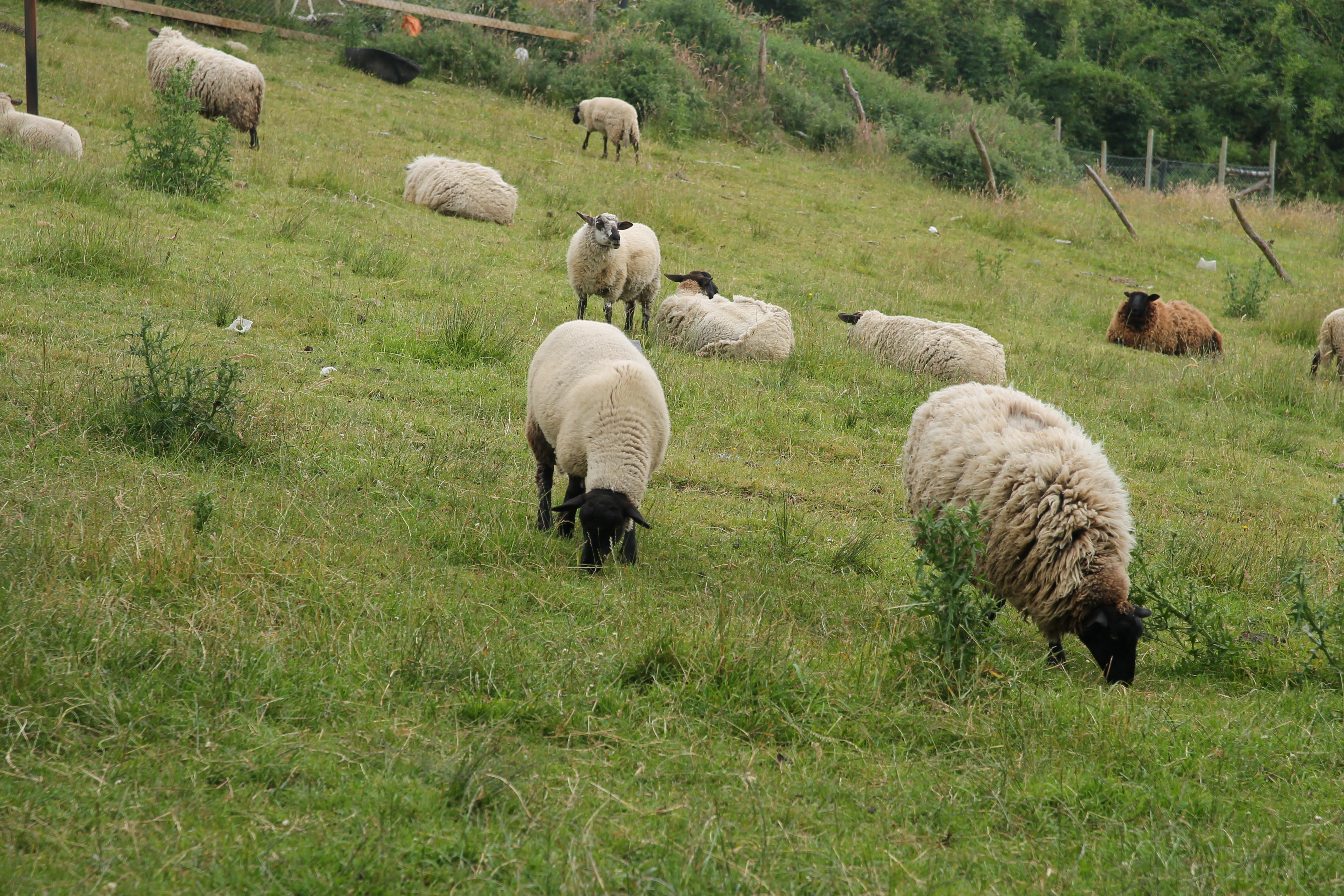
Pastva ovcí na ostrově Quinchao